# Públio Célio Apolinário
Públio Célio Apolinário (em latim: Publius Coelius Apollinaris) foi um senador romano nomeado cônsul sufecto para o nundínio de setembro a dezembro de 111 com Lúcio Otávio Crasso. Provavelmente foi o pai de Públio Célio Balbino Vibúlio Pio, cônsul em 137.